# Vrhovine (Ub)
Vrhovine (Servisch cyrillisch Врховине) is een plaats in de Servische gemeente Valjevo. De plaats telt 552 inwoners (2002).